# Morón (Argentyna)
Morón – miasto we wschodniej Argentynie, w prowincji Buenos Aires, w zespole miejskim Buenos Aires; ośrodek administracyjny departamentu Morón. Około 642 tys. mieszkańców. Przemysł spożywczy, chemiczny, skórzany, lotniczy; węzeł drogowy; port lotniczy i lotnisko wojskowe; uniwersytet.
Miasto jest siedzibą klubu piłkarskiego Deportivo Morón.